# Akeld
Akeld è un villaggio e parrocchia civile dell'Inghilterra, situata nella contea del Northumberland.